# Frontiera dei portafogli
Per frontiera dei portafogli si intende un qualsiasi insieme di portafogli che soddisfano un criterio di razionalità nelle scelte di investimento operate da agenti economici.
Nella prospettiva della moderna teoria delle scelte di portafoglio, il termine indica in genere il luogo dei portafogli caratterizzati dalla minima varianza ammissibile per un dato livello di rendimento atteso.

## Giustificazione
La frontiera dei portafogli è definita come il luogo dei portafogli aventi la minima varianza a parità di rendimento atteso; sulla base di tale definizione, agenti che preferiscono un rendimento atteso maggiore e una varianza minore (aventi, cioè preferenze di tipo media-varianza) sceglieranno portafogli appartenenti alla frontiera. È chiaro che, anche qualora le preferenze degli agenti economici non soddisfino tali proprietà, una frontiera media-varianza esiste sempre e può essere utile a fini semplicemente descrittivi. 
L'ipotesi di preferenze di tipo media-varianza è apparentemente sensata, ma comunque restrittiva. In particolare, essa implica restrizioni sul tipo di funzioni di utilità che possono rappresentare le preferenze degli operatori di mercato. Al fine di illustrare questo argomento, si consideri una funzione di utilità {\displaystyle u:\mathbb {R} _{+}\mapsto \mathbb {R} } avente per argomento la ricchezza {\displaystyle W}. Se da un lato si può osservare che un agente economico non trae normalmente utilità dal denaro (Paperon de' Paperoni a parte), è possibile ipotizzare che la ricchezza sia una buona approssimazione dei consumi, dai quali in ultima istanza deriva l'utilità. Si supponga ora che la ricchezza sia una variabile casuale, e che esista il suo valore atteso {\displaystyle {\textrm {E}}[W]}; si consideri un'espansione di Taylor, centrata in {\displaystyle {\textrm {E}}[W]}, dell'utilità attesa:
{\displaystyle \ {\textrm {E}}[u(W)]=u\left({\textrm {E}}[W]\right)+{\frac {1}{2}}u''\left({\textrm {E}}[W]\right){\textrm {E}}\left(W-{\textrm {E}}[W]\right)^{2}+R_{3}}
dove {\displaystyle R_{3}=\sum _{n=3}^{\infty }{\frac {1}{n!}}u^{(n)}\left({\textrm {E}}[W]\right){\textrm {E}}\left(W-{\textrm {E}}[W]\right)^{n}}. Sotto ipotesi indolori, la funzione u è monotona crescente, e la sua derivata decrescente, così che {\displaystyle u''(\cdot )<0}. Trascurando il termine {\displaystyle R_{3}}, dunque, l'utilità attesa derivante da {\displaystyle W} sarebbe crescente nel valore atteso di {\displaystyle W}, e decrescente nella sua varianza {\displaystyle {\textrm {E}}(W-{\textrm {E}}[W])^{2}}. D'altra parte la presenza del termine {\displaystyle R_{3}} impedisce che questo sia vero in generale. È lecito chiedersi a questo punto sotto quali condizioni l'ipotesi di media varianza sia giustificata. Si presentano di seguito due casi notevoli.
1. Utilità quadratica. Se la funzione {\displaystyle \ u(\cdot )} è nella forma {\displaystyle \ u(W)=-{\frac {1}{2}}\left(aW-b\right)^{2}}, le sue derivate di ordine superiore a 2 sono nulle, ossia {\displaystyle u^{(n)}(\cdot )=0\ \forall \ n\geq 3}, così che il termine {\displaystyle R_{3}} sopra è nullo. Il problema di questa formulazione è che la {\displaystyle u(\cdot )} ha un massimo in corrispondenza di {\displaystyle W=b/a}; per valori di {\displaystyle W} maggiori, un agente economico preferisce una ricchezza minore, il che è difficilmente giustificabile a livello interpretativo. È inoltre possibile mostrare che una tale funzione di utilità implica un livello di avversione al rischio crescente nel livello della ricchezza, laddove normalmente ci si aspetterebbe che un agente economico più ricco abbia una maggiore propensione a correre rischi.
2. {\displaystyle W} con distribuzione normale. È noto che tutti i momenti di una variabile casuale normale sono caratterizzabili in termini dei parametri valore atteso e varianza; è inoltre possibile mostrare che, se {\displaystyle W} ha distribuzione normale, {\displaystyle {\textrm {E}}[u(W)]} sarà crescente in {\displaystyle {\textrm {E}}[W]} e decrescente in {\displaystyle {\textrm {E}}(W-{\textrm {E}}[W])^{2}}. Per dimostrare questo risultato, si esprima la ricchezza "finale" {\displaystyle W} come {\displaystyle {\textrm {E}}[W]+\sigma \varepsilon }, dove {\displaystyle \varepsilon \sim N(0,1)} e {\displaystyle \sigma ^{2}} e la varianza di {\displaystyle W}. Si definisca dunque:

{\displaystyle V({\textrm {E}}[W],\sigma ^{2})={\textrm {E}}[u(W)]=\int _{-\infty }^{\infty }u({\textrm {E}}[W]+\sigma \varepsilon )f(\varepsilon )d\varepsilon }
dove {\displaystyle f(\varepsilon )} denota la funzione di densità normale. Segue che:
{\displaystyle {\frac {\partial V}{\partial {\textrm {E}}[W]}}=\int _{-\infty }^{\infty }u'(\cdot )f(\varepsilon )d\varepsilon >0}
a patto di ipotizzare che l'utilità {\displaystyle u(\cdot )} sia strettamente crescente nel livello di ricchezza {\displaystyle {\textrm {E}}[W]+\sigma \varepsilon }, così che {\displaystyle u'>0}. Si ha inoltre:
{\displaystyle {\frac {\partial V}{\partial \sigma ^{2}}}=2\sigma {\frac {\partial V}{\partial \sigma }}=2\sigma \int _{-\infty }^{\infty }\varepsilon u'(\cdot )f(\varepsilon )d\varepsilon =2\sigma \int _{-\infty }^{0}\varepsilon u'(\cdot )f(\varepsilon )d\varepsilon +2\sigma \int _{0}^{\infty }\varepsilon u'(\cdot )f(\varepsilon )d\varepsilon }
Poiché {\displaystyle f(\varepsilon )=f(-\varepsilon )}, sostituendo nelle espressioni sopra e riordinando i termini si ha:
{\displaystyle {\frac {\partial V}{\partial \sigma ^{2}}}=2\sigma \int _{0}^{\infty }[u'({\textrm {E}}[W]+\sigma \varepsilon )-u'({\textrm {E}}[W]-\sigma \varepsilon )]\varepsilon f(\varepsilon )d\varepsilon <0}
a patto di ipotizzare che l'utilità marginale della ricchezza {\displaystyle u'} sia decrescente, un'ipotesi comunque indolore.
Questo risultato può essere in realtà esteso a una classe di distribuzioni più generale, detta classe delle distribuzioni ellittiche, di cui la normale rappresenta un caso particolare. Questa linea di ricerca non ha tuttavia condotto a risultati degni di nota. Il problema è che, dal momento che una variabile casuale normale ha per supporto l'intero asse reale, questa formulazione viola l'ipotesi di responsabilità limitata: in altre parole, si ammette la possibilità che un agente economico possa perdere più (infinitamente di più) dell'intera sua ricchezza; ciò appare, ancora una volta poco ragionevole.
In conclusione, le ipotesi alla base del modello di preferenze media-varianza appaiono alquanto restrittive. Resta comunque il fatto che (1) è possibile trascurare il fondamento del modello in termini di utilità attesa (alla fine, si tratta di questioni puramente accademiche) e considerare la frontiera media-varianza un utile strumento descrittivo; (2) si può considerare il modello fondato, sebbene soltanto in approssimazione, dal momento che {\displaystyle R_{3}} è pur sempre di ordine inferiore ai primi due termini dell'espansione di {\displaystyle {\textrm {E}}[u(W)]}.

## Frontiera dei portafogli: approccio lagrangiano
Si presenta di seguito l'approccio tradizionale alla costruzione della frontiera dei portafogli, anche noto come approccio lagrangiano, basata sull'ipotesi che gli operatori dell'economia abbiano preferenze di tipo media--varianza (preferiscano, cioè, un rendimento atteso maggiore e una varianza del rendimento minore, ceteris paribus). Questa formulazione ricalca quella originariamente proposta da Harry Markowitz nel 1952.

### Frontiera dei portafogli con soli titoli rischiosi
In quanto segue si presenta una derivazione della frontiera dei portafogli, atta a illustrarne le principali proprietà. Detto {\displaystyle \ x} un generico vettore di pesi di un portafoglio, siano {\displaystyle \ R} il vettore dei rendimenti attesi di tutti i titoli scambiati sul mercato, e {\displaystyle \ \Sigma } la corrispondente matrice varianze-covarianze. Dato un rendimento atteso di portafoglio {\displaystyle \ \mu }, è possibile determinare il luogo dei portafogli che minimizzano la varianza tramite la risoluzione del problema di minimo vincolato:
{\displaystyle \ \min _{x}{\frac {1}{2}}x'\Sigma x\quad {\textrm {s.t.}}\ x'R=\mu \ \wedge \ x'\mathbf {1} =1}
dove {\displaystyle \ \mathbf {1} } denota un vettore in cui ciascun elemento è uguale a 1. Impostando la funzione lagrangiana associata al problema:
{\displaystyle \ {\mathcal {L}}(x,\lambda _{1},\lambda _{2})={\frac {1}{2}}x'\Sigma x+\lambda _{1}\left(\mu -x'R\right)+\lambda _{2}\left(1-x'\mathbf {1} \right)}
Si ottengono le condizioni del primo ordine:
{\displaystyle \ {\frac {\partial {\mathcal {L}}}{\partial x}}=\Sigma x-\lambda _{1}R-\lambda _{2}\mathbf {1} =0}
{\displaystyle \ {\frac {\partial {\mathcal {L}}}{\partial \lambda _{1}}}=\mu -x'R=0}
{\displaystyle \ {\frac {\partial {\mathcal {L}}}{\partial \lambda _{2}}}=1-x'\mathbf {1} =0}
Da cui segue immediatamente:
{\displaystyle \ {\hat {x}}=\Sigma ^{-1}(\lambda _{1}R+\lambda _{2}\mathbf {1} )}
l'espressione per il vettore di pesi del portafoglio appartenente alla frontiera, in funzione dei moltiplicatori di Lagrange {\displaystyle \ \lambda _{1}} e {\displaystyle \ \lambda _{2}}. Sostituendo nella seconda e nella terza relazione si ha il seguente sistema di equazioni in {\displaystyle \ \lambda _{1}} e {\displaystyle \ \lambda _{2}}:
{\displaystyle \ A\lambda _{1}+B\lambda _{2}=\mu }
{\displaystyle \ B\lambda _{1}+C\lambda _{2}=\mathbf {1} }
dove {\displaystyle \ A=R'\Sigma ^{-1}R}, {\displaystyle \ B=R'\Sigma ^{-1}\mathbf {1} }, e {\displaystyle \ C=\mathbf {1} '\Sigma ^{-1}\mathbf {1} }. Si osservi che, poiché {\displaystyle \Sigma } è una matrice definita positiva, {\displaystyle A>0} e {\displaystyle C>0}; nulla può dirsi tuttavia sul segno di {\displaystyle B}. Risolvendo il sistema si ottiene:
{\displaystyle \ \lambda _{1}={\frac {C\mu -B}{AC-B^{2}}}\quad \lambda _{2}={\frac {A-B\mu }{AC-B^{2}}}}
così che:
{\displaystyle \ {\hat {x}}=\Sigma ^{-1}\left({\frac {C\mu -B}{AC-B^{2}}}R+{\frac {A-B\mu }{AC-B^{2}}}\mathbf {1} \right)}
l'espressione in forma chiusa per i portafogli della frontiera. Il segno di {\displaystyle AC-B^{2}} è positivo; per verificarlo, si consideri che, essendo {\displaystyle \Sigma } definita positiva, si ha:
{\displaystyle \ (BR-A\mathbf {1} )'\Sigma (BR-A\mathbf {1} )>0}
così che:
{\displaystyle \ A(AC-B^{2})>0\quad \iff \quad AC-B^{2}>0}
Si osservi che in base all'espressione sopra, qualunque portafoglio della frontiera può essere espresso come combinazione lineare di due portafogli:
{\displaystyle \ {\hat {x}}=\lambda _{1}B{\frac {\Sigma ^{-1}R}{\mathbf {1} '\Sigma ^{-1}R}}+\lambda _{2}C{\frac {\Sigma ^{-1}\mathbf {1} }{\mathbf {1} '\Sigma ^{-1}\mathbf {1} }}}
Questo risultato, in apparenza banale, va sotto il nome di teorema di separazione tramite due fondi comuni, dove i fondi comuni sono i portafogli:
{\displaystyle \ {\frac {\Sigma ^{-1}R}{\mathbf {1} '\Sigma ^{-1}R}}} e {\displaystyle \ {\frac {\Sigma ^{-1}\mathbf {1} }{\mathbf {1} '\Sigma ^{-1}\mathbf {1} }}}
Il risultato di separazione tramite fondi comuni ha l'interessante implicazione che un investitore con preferenze di tipo media-varianza non ha bisogno di valutare al contempo tutti i titoli scambiati sul mercato; è sufficiente che si concentri sui due fondi comuni.

#### Rappresentazione della frontiera nel piano media-varianza
Premoltiplicando la prima condizione del primo ordine relativa al problema di minimo che definisce la frontiera per il vettore di pesi {\displaystyle \ {\hat {x}}'} e riorganizzando i termini si ottiene:
{\displaystyle \ {\hat {x}}'\Sigma {\hat {x}}=\sigma _{P}^{2}=\lambda _{1}\mu _{P}+\lambda _{2}={\frac {C\mu _{P}^{2}-2B\mu _{P}+A}{AC-B^{2}}}}
dove {\displaystyle \ \sigma _{P}^{2}} denota la varianza del rendimento del portafoglio, e {\displaystyle \ \mu _{P}} il rendimento atteso (i termini sono gli stessi della sezione precedente, il pedice {\displaystyle \ P} evidenzia il riferimento al portafoglio). Dall'espressione sopra si evince che la frontiera dei portafogli descrive una parabola nel piano media-varianza.
Come illustrato nel diagramma, la varianza minima è pari a {\displaystyle \ 1/C}, in corrispondenza del rendimento atteso {\displaystyle \ B/C}. A una stessa varianza {\displaystyle \ \sigma ^{*}} corrisponderanno in generale (salvo cioè nel caso del portafoglio di varianza minima) più rendimenti attesi, corrispondenti a portafogli che appartengono alla frontiera. Tale considerazione consente di dividere la frontiera in due porzioni: la prima, detta frontiera efficiente o frontiera dei portafogli efficienti, ricomprende i portafogli con rendimento atteso maggiore di quello del portafoglio di varianza minima; la seconda è detta frontiera dei portafogli non efficienti.
Questo approccio è alla base della derivazione del modello di equilibrio dei mercati finanziari di riferimento, il CAPM.

#### Frontiera dei portafogli e CAPM
Nel contesto presentato sopra, è possibile derivare un risultato noto come zero-beta CAPM, o CAPM in assenza di un titolo privo di rischio; questo risultato è dovuto a Black (1972). Si consideri un portafoglio efficiente {\displaystyle w_{p}}; sulla base delle condizioni del primo ordine del problema di ottimo risolto nella sezione precedente, è immediato osservare che esistono delle costanti (moltiplicatori di Lagrange) {\displaystyle \gamma }, {\displaystyle \lambda } tali che:
{\displaystyle \ w_{p}=\gamma B{\frac {\Sigma ^{-1}R}{\mathbf {1} '\Sigma ^{-1}R}}+\lambda C{\frac {\Sigma ^{-1}\mathbf {1} }{\mathbf {1} '\Sigma ^{-1}\mathbf {1} }}=\gamma Bw_{d}+\lambda Cw_{g}}
dove {\displaystyle w_{g}} è il portafoglio efficiente avente la minima varianza. Osservando che {\displaystyle \gamma B+\lambda C=1} si può semplicemente scrivere:
{\displaystyle w_{p}=pw_{d}+(1-p)w_{g},\quad p\in (0,1)}
Si consideri ora il portafoglio {\displaystyle w_{0p}} avente covarianza nulla con {\displaystyle w_{p}}; l'espressione per la covarianza è:
{\displaystyle \ w_{0p}'\Sigma w_{p}=pw_{0p}'\Sigma w_{d}+(1-p)w_{0p}'\Sigma w_{g}=}
{\displaystyle \ =p{\frac {w_{0p}'R}{B}}+(1-p){\frac {1}{C}}}
L'espressione sopra è uguale a zero se e solo se:
{\displaystyle \ w_{0p}'R=-{\frac {1-p}{p}}{\frac {B}{C}}}
il che implica:
{\displaystyle \ (1-p){\frac {1}{C}}=-{\frac {p}{B}}w_{0p}'R}
Per un generico portafoglio {\displaystyle w_{a}}, varrà l'espressione:
{\displaystyle \ w_{a}'\Sigma w_{p}=p{\frac {w_{a}'R}{B}}+(1-p){\frac {1}{C}}={\frac {p}{B}}\left[w_{a}'R-w_{0p}'R\right]}
sulla base dei risultati sopra. Allo stesso modo, la varianza del portafoglio efficiente {\displaystyle w_{p}} si può scrivere come:
{\displaystyle \ w_{p}'\Sigma w_{p}={\frac {p}{B}}\left[w_{p}'R-w_{0p}'R\right]}
Dividendo membro a membro le due espressioni e riordinando i termini, si ha:
{\displaystyle \ w_{a}'R=w_{0p}'R+{\frac {w_{a}'\Sigma w_{p}}{w_{p}'\Sigma w_{p}}}\left[w_{p}'R-w_{0p}'R\right]=w_{0p}'R+{\frac {{\mbox{cov}}(w_{a},w_{p})}{{\mbox{var}}(w_{p})}}\left[w_{p}'R-w_{0p}'R\right]}
ossia un'espressione à la CAPM in cui il rendimento del titolo privo di rischio {\displaystyle R_{f}} è rimpiazzato dal rendimento atteso del portafoglio {\displaystyle w_{0p}}, e il portafoglio di {\displaystyle w_{p}} deve soddisfare il solo criterio di essere efficiente sulla base delle preferenze di un investitore dotato di utilità di tipo media-varianza (ossia, non si richiede che sia il portafoglio di mercato; o per meglio dire questa relazione implica che il portafoglio di mercato nel CAPM deve essere efficiente nel senso del criterio di media-varianza). In questo contesto, la misura del rischio che caratterizza il portafoglio {\displaystyle w_{a}} è:
{\displaystyle \beta _{ap}={\frac {{\mbox{cov}}(w_{a},w_{p})}{{\mbox{var}}(w_{p})}}}

### Frontiera dei portafogli con un titolo privo di rischio
Sotto le stesse condizioni del caso precedente, si introduca la possibilità di investire in un titolo dal rendimento lordo privo di rischio, {\displaystyle R_{f}}. Se un generico investitore ha un rendimento atteso obiettivo {\displaystyle \mu }, si può scrivere, senza ledere la generalità di questa formulazione, {\displaystyle \ x'(R-R_{f}\mathbf {1} )=\mu -R_{f}}, dove {\displaystyle \ x} denota qui il vettore di pesi del portafoglio investiti nei soli titoli rischiosi. Non c'è inoltre bisogno di imporre che la somma dei pesi sia pari a 1: la differenza tra 1 e la somma dei pesi è coperta dall'investimento nel titolo privo di rischio; si osservi che si ammette la possibilità di indebitarsi per un ammontare infinito al tasso privo di rischio {\displaystyle R_{f}-1}. 
Analogamente al caso precedente, è dunque possibile impostare il seguente problema di ottimizzazione:
{\displaystyle \ \min _{x}{\frac {1}{2}}x'\Sigma x\quad {\textrm {s.t.}}\ x'(R-R_{f}\mathbf {1} )=\mu -R_{f}}
La funzione lagrangiana associata al problema è:
{\displaystyle \ {\mathcal {L}}(x,\lambda )={\frac {1}{2}}x'\Sigma x-\lambda (x'(R-R_{f}\mathbf {1} )-\mu +R_{f})}
Le condizioni del primo ordine (che anche in questo caso sono sia necessarie che sufficienti, essendo la funzione obiettivo strettamente convessa) impongono:
{\displaystyle \ {\frac {\partial {\mathcal {L}}}{\partial x}}=0\ \iff \ {\hat {x}}=\lambda \Sigma ^{-1}\left(R-R_{f}\mathbf {1} \right)}
Sostituendo tale espressione nel vincolo, si ha:
{\displaystyle \lambda ={\frac {\mu -R_{f}}{F}}}
dove {\displaystyle \ F=\left(R-R_{f}\mathbf {1} \right)'\Sigma ^{-1}\left(R-R_{f}\mathbf {1} \right)}. Dunque:
{\displaystyle \ {\hat {x}}={\frac {\mu -R_{f}}{F}}\Sigma ^{-1}\left(R-R_{f}\mathbf {1} \right)}
Data l'espressione sopra, la varianza di un portafoglio appartenente alla frontiera sarà data da:
{\displaystyle \ \sigma _{P}^{2}={\hat {x}}'\Sigma {\hat {x}}={\hat {x}}'\Sigma {\frac {\mu -R_{f}}{F}}\Sigma ^{-1}\left(R-R_{f}\mathbf {1} \right)={\frac {\left(\mu -R_{f}\right)^{2}}{F}}}
che rappresenta una parabola nello spazio rendimento atteso - varianza, così come nel caso con soli titoli rischiosi; in questo caso, nello spazio rendimento atteso - deviazione standard, la frontiera dei portafogli descrive due rette aventi intercetta pari a {\displaystyle R_{f}/{\sqrt {F}}}:
{\displaystyle \ \sigma _{p}=\pm {\frac {|\mu -R_{f}|}{\sqrt {F}}}}

#### Portafoglio di tangenza e separazione tramite fondi comuni
Si consideri un portafoglio che ha una posizione netta nulla nel titolo dal rendimento privo di rischio; a tale portafoglio corrisponderà un vettore di pesi {\displaystyle x_{t}} tale che {\displaystyle x_{t}'\mathbf {1} =1}. Utilizzando l'espressione per il generico portafoglio della frontiera in presenza di un titolo privo di rischio, si ha:
{\displaystyle {\frac {\mu _{t}-R_{f}}{F}}\left(R-R_{f}\mathbf {1} \right)'\Sigma ^{-1}\mathbf {1} =1}
da cui: 
{\displaystyle \ \mu _{t}={\frac {F}{\mathbf {1} '\Sigma ^{-1}\left(R-R_{f}\mathbf {1} \right)}}+R_{f}}
Sostituendo {\displaystyle \mu _{t}} nell'espressione per il portafoglio appartenente alla frontiera, si ha:
{\displaystyle \ x_{t}={\frac {\Sigma ^{-1}\left(R-R_{f}\mathbf {1} \right)}{\mathbf {1} '\Sigma ^{-1}\left(R-R_{f}\mathbf {1} \right)}}}
Il portafoglio {\displaystyle x_{t}} appartiene sia alla frontiera con un titolo privo di rischio, sia a quella derivata nel caso in cui sono disponibili soltanto titoli rischiosi; in particolare, {\displaystyle x_{t}} corrisponde al punto di tangenza tra le due frontiere nello spazio media - deviazione standard.
Anche in presenza di un titolo privo di rischio vale un risultato di separazione tramite due fondi comuni analogo a quello illustrato nel caso precedente. In particolare, qualunque portafoglio della frontiera può essere espresso come combinazione lineare del portafoglio di tangenza {\displaystyle \ x_{t}} e di un portafoglio che investe unicamente nel titolo dal rendimento privo di rischio.

##### Portafoglio di tangenza e CAPM
Nel caso della frontiera dei portafogli in presenza di un titolo privo di rischio, il risultato dello zero-beta CAPM di Black (1972) può ricondursi immediatamente alla versione tradizionale del CAPM:
{\displaystyle \ w_{a}'R=R_{f}+\beta _{ap}[w_{p}'R-R_{f}]}
dove {\displaystyle w_{p}} è un portafoglio efficiente. La derivazione segue immediatamente da quanto esposto nella sezione precedente: per definizione il rendimento del titolo privo di rischio ha covarianza nulla con il rendimento di qualsiasi portafoglio rischioso, così che può rimpiazzare il termine {\displaystyle w_{0p}'R} nell'espressione per lo zero-beta CAPM.
Lo stesso risultato può essere ottenuto in maniera più formale come segue. Si consideri un'economia con agenti {\displaystyle i=1,\ldots ,I} dotati di preferenze di tipo media-varianza, in cui sono scambiati titoli rischiosi e un titolo privo di rischio. Si ipotizzi che il titolo privo di rischio abbia un'offerta netta nulla, cioè che a ogni posizione di debito ne corrisponda una di credito di uguale entità. Ciascun agente risolve un problema identico a quello sopra, ottenendo le condizioni (necessarie e sufficienti) del primo ordine:
{\displaystyle x_{i}^{*}=\lambda _{i}\Sigma ^{-1}(R-R_{f}\mathbf {1} )}
Si denoti con {\displaystyle W_{i}} la ricchezza dell'investitore {\displaystyle i}-esimo; si ha:
{\displaystyle \sum _{i=1}^{I}W_{i}x_{i}^{*}=\sum _{i=1}^{I}W_{i}\lambda _{i}\Sigma ^{-1}(R-R_{f}\mathbf {1} )}
Si imponga quindi la condizione che di equilibrio:
{\displaystyle \ W_{m}x_{m}=\sum _{i=1}^{I}W_{i}x_{i}^{*}}
dove {\displaystyle W_{m}} denota il valore complessivo della ricchezza dell'economia, e {\displaystyle x_{m}} è il portafoglio di mercato. Definendo la costante:
{\displaystyle \lambda _{m}={\frac {\left(\sum _{i=1}^{I}W_{i}\lambda _{i}\right)}{W_{m}}}}
si ha:
{\displaystyle x_{m}=\lambda _{m}\Sigma ^{-1}(R-R_{f}\mathbf {1} )}
L'espressione per il portafoglio di mercato ha dunque la stessa forma di quella dei portafogli individuali. Imponendo infine che il titolo privo di rischio abbia un'offerta netta nulla, la somma degli elementi del portafoglio di mercato deve essere pari a uno (ossia, la posizione netta dell'intero mercato nel titolo privo di rischio è nulla):
{\displaystyle x_{m}'\mathbf {1} =1}
ma questo si verifica se e solo se:
{\displaystyle \lambda _{m}=\left[\mathbf {1} '\Sigma ^{-1}(R-R_{f}\mathbf {1} )\right]^{-1}}
e dunque se:
{\displaystyle x_{m}={\frac {\Sigma ^{-1}(R-R_{f}\mathbf {1} }{\mathbf {1} '\Sigma ^{-1}(R-R_{f}\mathbf {1} )}}=x_{t}}
ossia, se il portafoglio di mercato è identico al portafoglio di tangenza. Poiché è noto che il portafoglio di tangenza appartiene alla porzione efficiente della frontiera media-varianza, esso può essere utilizzato per ottenere un'espressione per il rendimento atteso come illustrato sopra; ne segue immediatamente il CAPM nella forma tradizionale:
{\displaystyle \ {\mbox{E}}(R_{i})=R_{f}+\beta _{im}({\mbox{E}}(R_{m})-R_{f})}
dove {\displaystyle R_{m}} è il rendimento del portafoglio di mercato.

### Lavori originali
- Markowitz, H., 1952, "Portfolio Selection, "Journal of Finance, 7(1), 77-99, lo storico contributo che introdusse la teoria della frontiera dei portafogli.
- Black, F., 1972, "Capital Market Equilibrium with Restricted Borrowing, "Journal of Business, 45(3), 444-455.

### Manualistica
- (EN) Cochrane, J. (2001) Asset Pricing, Princeton University Press, ISBN 0-691-07498-4, un testo di livello universitario sull'asset pricing; l'analisi media varianza qui presentata è illustrata secondo il più moderno approccio del fattore di sconto stocastico, ma nel capitolo 5 l'approccio lagrangiano è brevemente illustrato.
- (EN) Elton, E.J., Gruber, M.J., Brown, S.J. e Goetzmann, W.N. (2003), Modern Portfolio Theory and Investment Analysis, John Wiley & Sons, ISBN 0-471-23854-6, un testo di carattere introduttivo, particolarmente attento alle applicazioni.
- (EN) Huang, C. e Litzenberger, R., (1988), Foundations of Financial Economics, North-Holland; un testo forse datato; nel capitolo 3 presenta nel dettaglio l'analisi media-varianza su cui si basa la frontiera dei portafogli.